# Teatralnaja (metrostation Moskou)
Teatralnaja (Russisch: Театральная uitspraakⓘ) is een station aan de Zamoskvoretskaja-lijn van de Moskouse metro. Het station werd geopend als onderdeel van de tweede fase van de metrobouw. Op 5 november 1990 kreeg het station de huidige naam.

## Inleiding
Het station "Teatralnaja" is het laatste werk van de architect Ivan Alexandrovitsj Fomin en heeft de status van cultureel erfgoed.
Teatralnaja vormt samen met de aansluitende stations Ochotny Rjad en Plosjtsjad Revoljoetsi het centrale metroknooppunt in het centrum van Moskou. De andere twee stations zijn niet rechtstreeks maar alleen via Teatralnaja aan elkaar verbonden. Het toegangsgebouw aan de noordkant deelt Teatralnaja met Ochotny Rjad, dat aan de zuidkant met Plosjtsjad Revoljoetsi.

## Geschiedenis

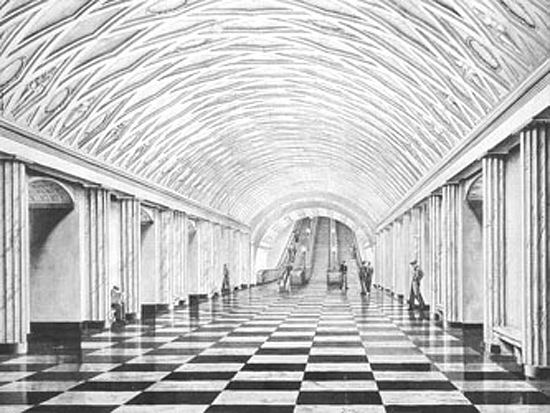
Het stationsontwerp uit 1935

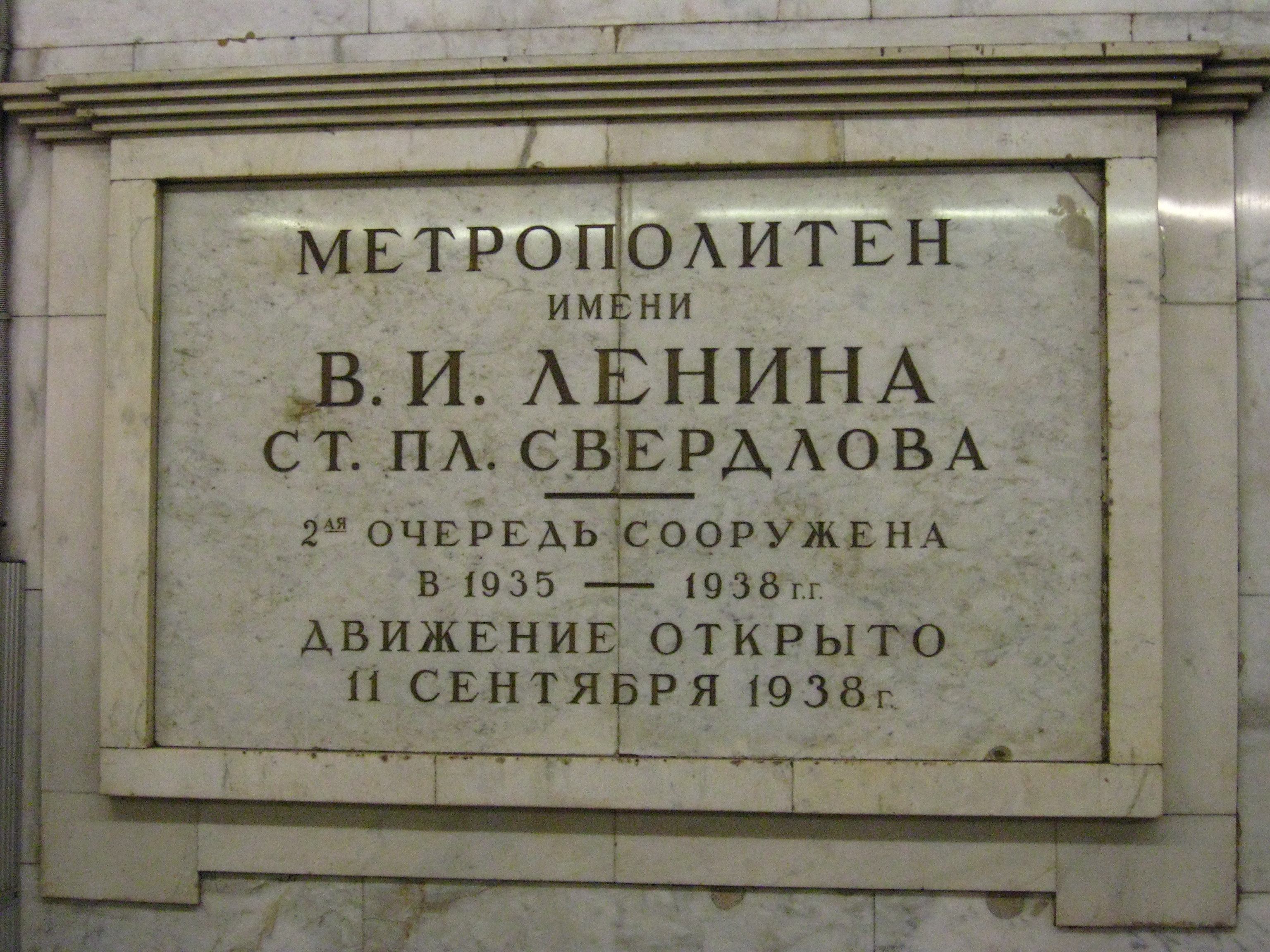
De gedenkplaat voor de bouw en opening van het station

In de jaren 20 van de twintigste eeuw zijn plannen gemaakt voor de bouw van een metro in Moskou. In 1927 volgde een concrete uitwerking voor het station onder het Sverdlovplein (tegenwoordig Theaterplein) dat echter niet werd gerealiseerd.
In 1931 werd een besluit genomen over de bouw van de metro van Moskou. Een van de eerste projecten uit 1931 voorzag in een station aan lijn 1 tussen Ochotny Rjad en Plosjtsjad Dzerzjinskogo. In de zomer van 1932 werd echter besloten om het station Sverdlovplein niet als onderdeel van lijn 1 te bouwen. Ondanks dat werd het station in publicaties uit 1934 en 1935 nog steeds vermeld.
Het Algemeen plan voor de wederopbouw van Moskou uit 1935 bepaalde dat het station Sverdlovplein als onderdeel van de Gorki-radius (het deel van lijn 2 ten noorden van het Kremlin) zou worden gebouwd tijdens de tweede fase (1935-1938) van de metrobouw en dus haaks op lijn 1 zou liggen. Het project werd ter hand genomen door architect Ivan Alexandrovitsj Fomin die het ontwerp voor station Sverdlovplein maakte. Na de dood van de architect in 1936, werd het project voortgezet door zijn leerling Leonid Michajlovič Poljakov. In 1937 werden de plannen voor de derde fase van de metro bekend waarin o.a. de Zamoskvoretskaja-radius (het deel van lijn 2 ten zuiden van het Kremlin) was opgenomen voor de verbinding naar Zavod im Stalin (Stalinfabriek).
Het station werd geopend als Plosjtsjad Sverdlova en was in 1938 het begin/eindpunt van de lijn naar het vliegveld, met als noordelijk eindpunt Sokol In het begin moesten de overstappers van en naar de stations Ochotny Rjad en Plosjtsjad Revoljoetsi eerst naar boven naar de respectievelijke toegangsgebouwen om vandaar weer af te dalen naar het gewenste station. De overstappers tussen de twee andere stations moesten via de middenhal van Sverdlovplein het andere toegangsgebouw bereiken en vervolgens weer afdalen naar de perrons. Door het grote aantal reizigers ontstonden al snel opstoppingen tijdens de spits en kort na de opening werd dan ook gestart met het ontwerpen van rechtstreekse verbindingen tussen de verschillende perrons Op 30 december 1944 werd een verbindingstunnel naar Ochotny Rjad geopend en op 9 mei 1946 volgde de verbindingstunnel naar Plosjtsjad Revoljoetsi.
Tijdens de Tweede Wereldoorlog werd het station, net als andere metrostations als schuilkelder gebruikt, de aanleg van de metro werd echter wel voortgezet en op 1 januari 1943 werd het deeltraject tussen Sverdlovplein en Stalinfabriek geopend
In 1974 is het centrale metro knooppunt gerenoveerd waarbij nog twee extra verbindingstunnels zijn gebouwd, een vanuit het midden van de middenhal naar Plosjtsjad Revoljoetsi en de andere vanaf het noordelijke perroneinde naar Ochotny Rjad. In de jaren 1970 werd de marmeren vloer in de middenhal vervangen door graniet, waardoor de uitstraling van het station veranderde.
In 1990 kreeg het Sverdlovplein weer haar historische naam Theaterplein, het plein waaraan het Bolsjojtheater en het kleinetheater gelegen zijn. Vervolgens is ook het metrostation omgedoopt op de muren van het station zijn echter nog wel sporen van de letters van haar oude naam te vinden.
Tussen 25 juni 2002 en 25 december 2003 was het zuidelijke toegangsgebouw gesloten in verband met de vervanging van de roltrappen uit 1938
Sinds maart 2007 beschikt het station over Wi-Fi

## Technische specificaties

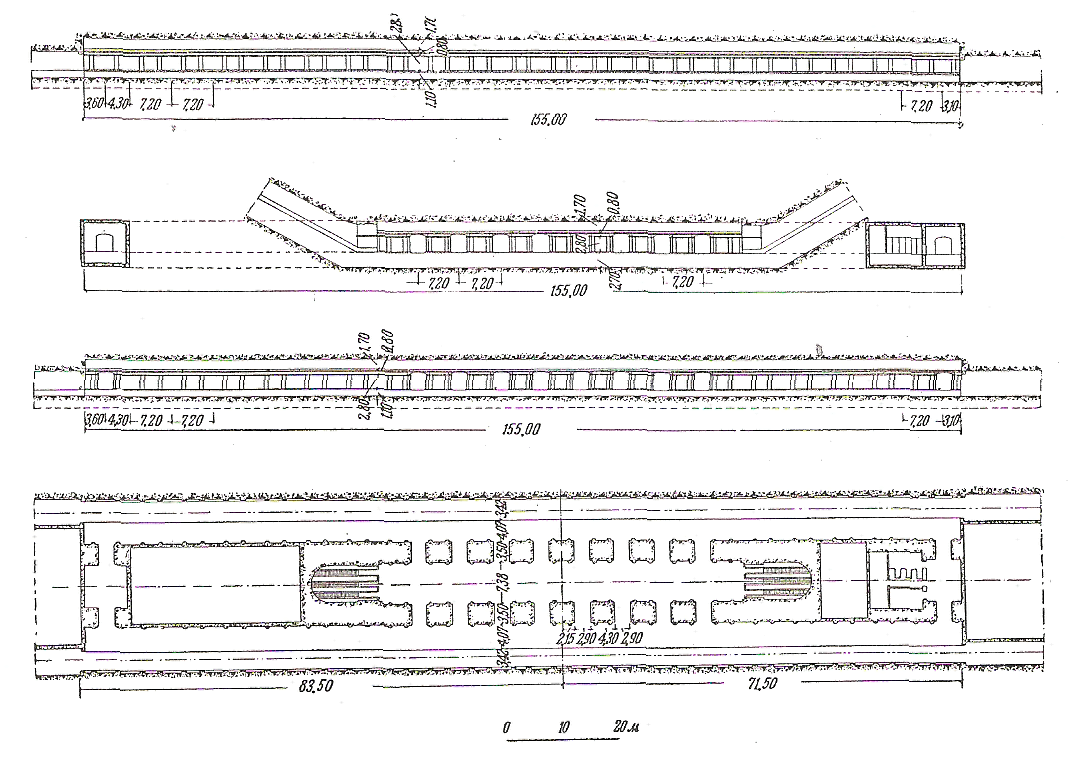
Zijaanzicht en plattegrond
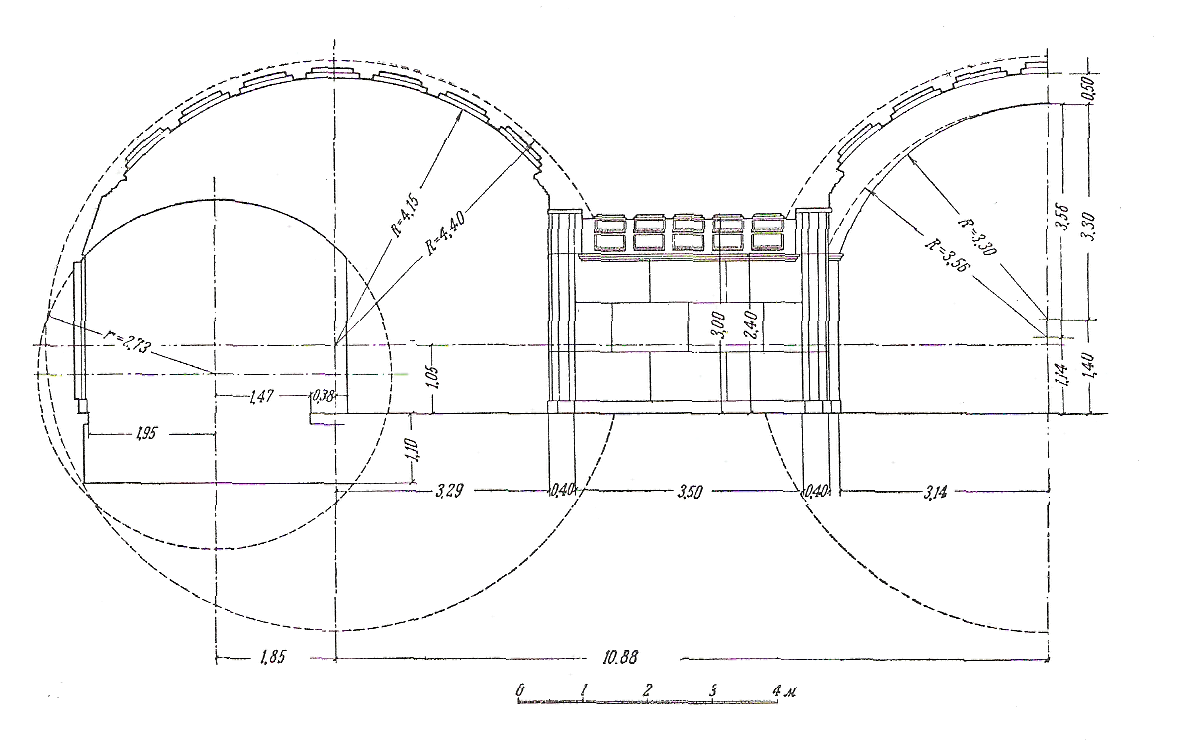
Doorsnede

Het station is een pylonenstation gelegen op 35 m diepte. Het is afgeleid van het standaardmodel voor de tweede fase van de Moskouse metro. Het station bestaat uit drie evenwijdige tunnels, met elk een dwarsdoorsnede van 9,5 meter. Gietijzeren schachtringen vormen de tunnelwand. Elke ring bestaat uit 18 delen en heeft een breedte van 60 cm.
De totale breedte van de perrons en middenhal is 22,5 meter; de afstand tussen de sporen 25,4 meter. De hoogte van het gewelf is 5,3 meter. Het perron ligt op 1,1 meter boven de rails en is 155 meter lang.
De middenhal en de perrons zijn onderling verbonden door openingen tussen de pylonen, die als ijzeren buizen tussen de tunnels zijn aangebracht. Aan weerszijden van de middenhal bevinden zich acht van dergelijke openingen die de 2,8 meter tussen middenhal en perron overbruggen. Ieder opening is 3 meter breed en 2,8 meter hoog. Onder de middenhal bevinden zich ruimtes voor het ventilatiesysteem. De roltrappen bevinden zich eveneens in gietijzeren tunnels die onder een hoek van 30 ° lopen. De diameter is 7,9 meter en iedere schachtring is 75 cm breed. De roltrappen zijn van het type ET-3M.
Aan elk einde van de stationshal bevinden zich keerwanden waarmee het station in geval van oorlog hermetisch kan worden afgesloten en daarmee een schuilkelder ontstaat. Aan de noordkant van de centrale hal is een noodoproepzuil.
Het station ligt bij kilometerpaal - PK01 + 44,5. Aan beide kanten van het station bevinden zich overloop wissels. Daarnaast is er een verbindingsspoor naar de Arbatsko-Pokrovskaja-lijn vanaf het oostelijke spoor.

## Architectuur en vormgeving

### Station

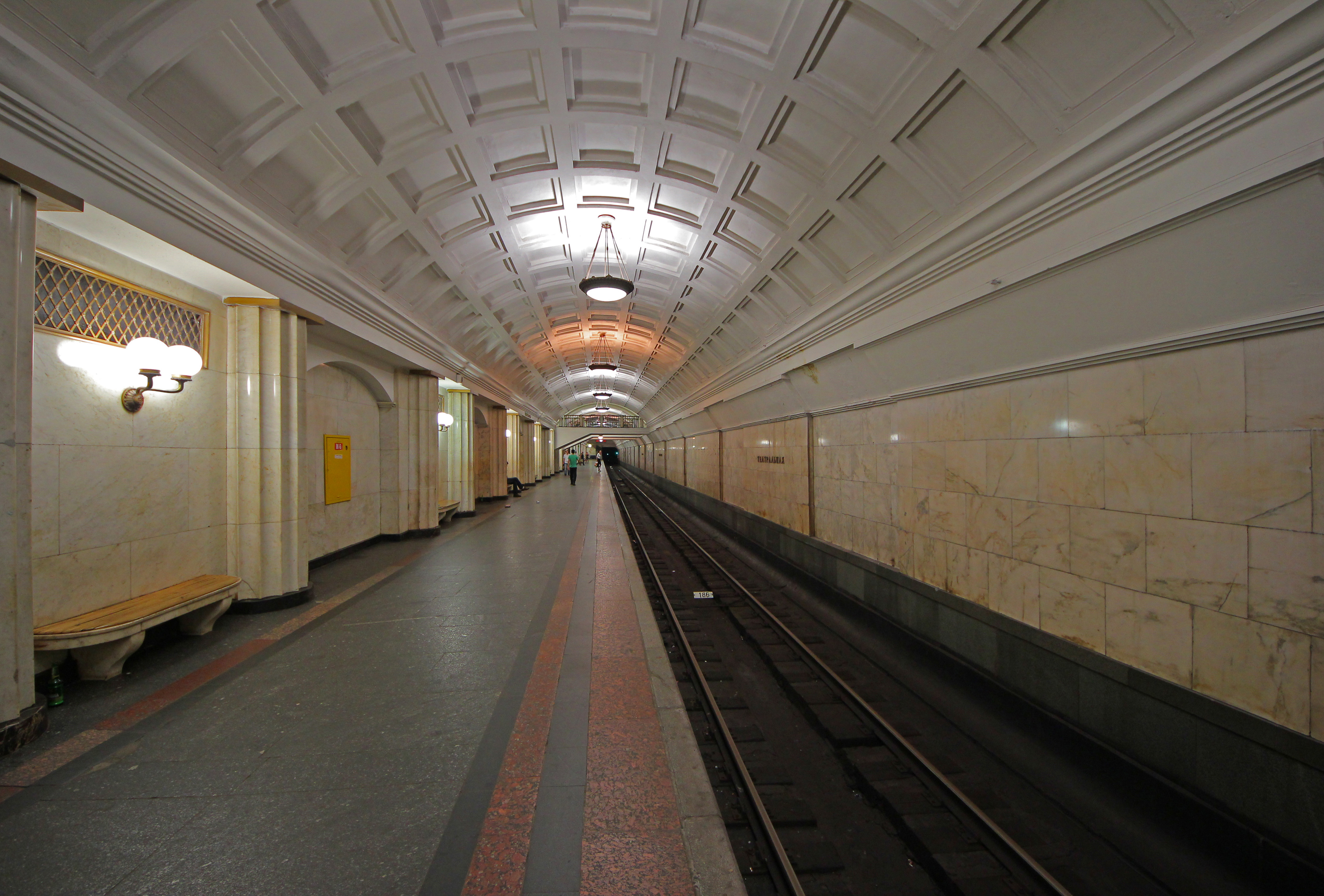
Perron

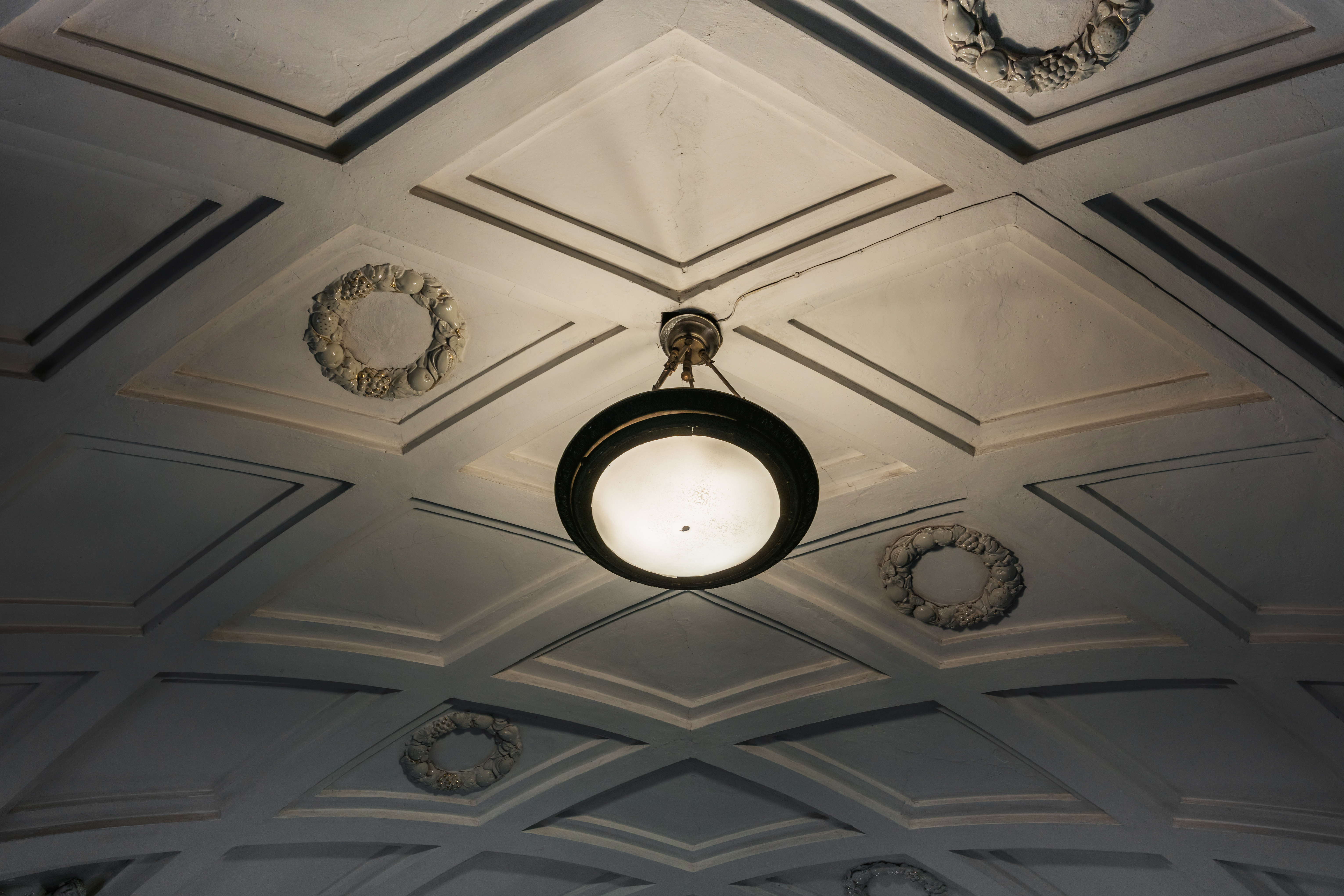
Gewelf van de middenhal

Het station was het laatste werk van de architect Ivan Alexandrovitsj Fomin. Voor de vormgeving greep hij terug op het eerder door hem ontworpen station Krasnye Vorota Ondanks dat het station Sverdlovplein zou worden genoemd trachtte de architect toch een verband te leggen met de Theaters. Het geheel kreeg de uitstraling van een theaterzaal en de doorgangen doen denken aan het toneel. Volgens Fomin moest het station de passage van het Theaterplein worden en als vanzelf grote vreugde brengen door de kunsten van alle volkeren van het land Nadat de naam van het station was gewijzigd in Teatralnaja kwam het ontwerp helemaal tot zijn recht.
Het station bestaat uit drie gescheiden buizen waarvan de middenhal de belangrijkste is. Deze wordt geflankeerd door gegroefde halve zuilen die zijn geïnspireerd op de Dorische zuilen. Ze bestaan uit marmeren blokken uit de Prohorovo-Balandiskoje groeve. Boven op de zuilen liggen koperenplaten die de kroonlijst dragen. Hiermee zijn tussen de zuilen nissen gevormd langs de wanden van de pylonen. Hierin zijn om en om banken geplaatst met daarboven ventilatieroosters. De wanden van de pylonen zijn bekleed met labradoriet en het marmer van de gesloopte Christus Verlosserkathedraal. De wanden langs het spoor zijn aan de onderkant bekleed met groene doriet van de Krim. Zowel boven de perrons als in de middenhal wordt de verlichting verzorgd door kristallenlampen in een bronzen houder die aan het plafond hangen.
Het gewelf van de middenhal bestaat uit ruitvormige cassettes die voor een deel zijn gevuld met bas-reliëfs van dansers en muzikanten uit zeven verschillende Sovjet Republieken, waarmee uiting wordt gegeven aan de theaterkunsten van de Sovjet-Unie, het thema van het station.
De bas-reliëfs zijn gemaakt door Natila Danko en vervaardigd in de porseleinfabriek van Leningrad. Voor ieder van de zeven republieken, Armenië, Wit-Rusland, Georgië, Kazachstan, Rusland, Oekraïne en Oezbekistan, is een mannelijke en een vrouwelijke artiest gemaakt waarvan ieder vier afgietsels, dus in totaal 56 stuks, in het gewelf zijn verwerkt.

De bas-reliëfs
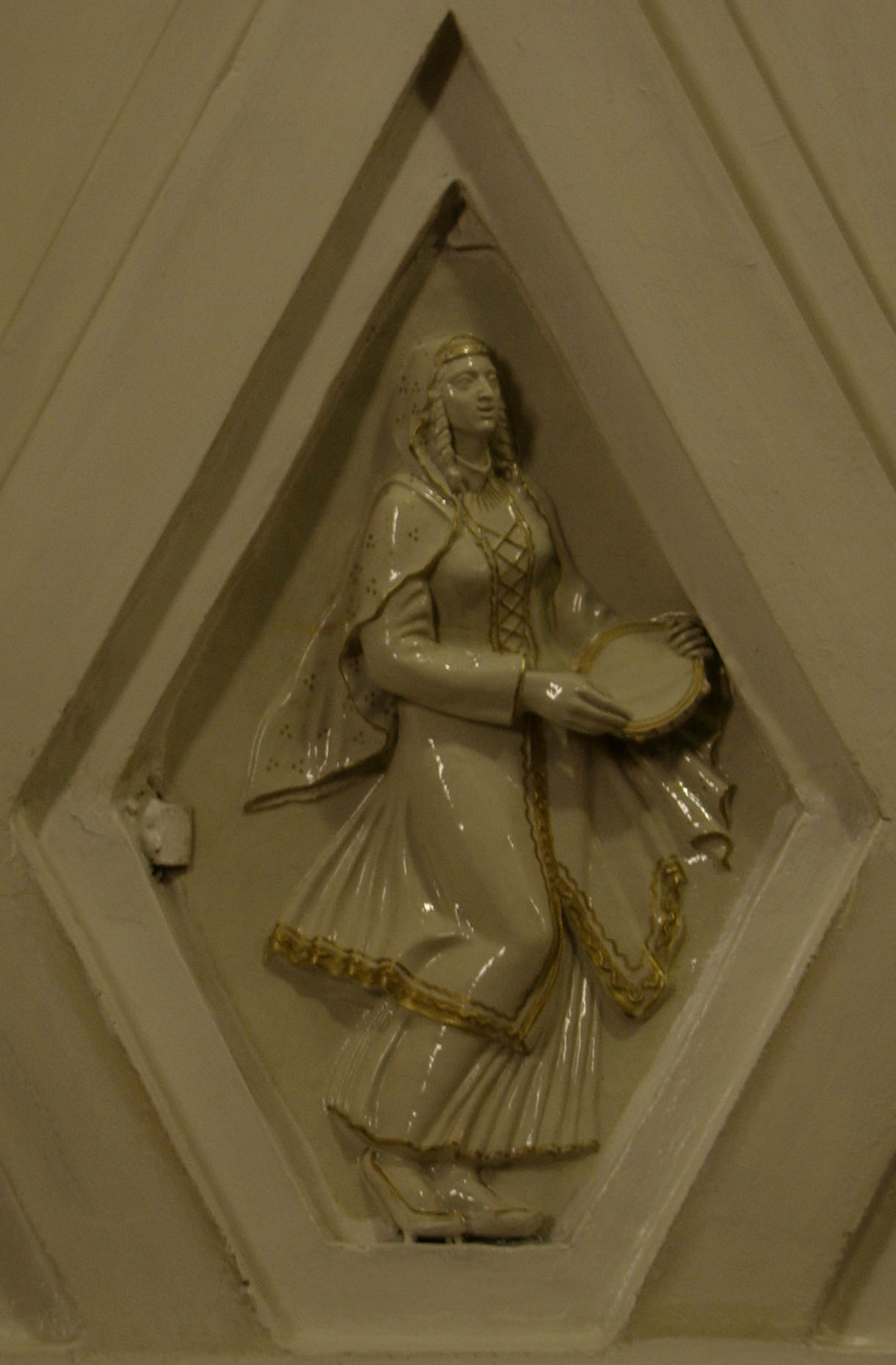
Armeense
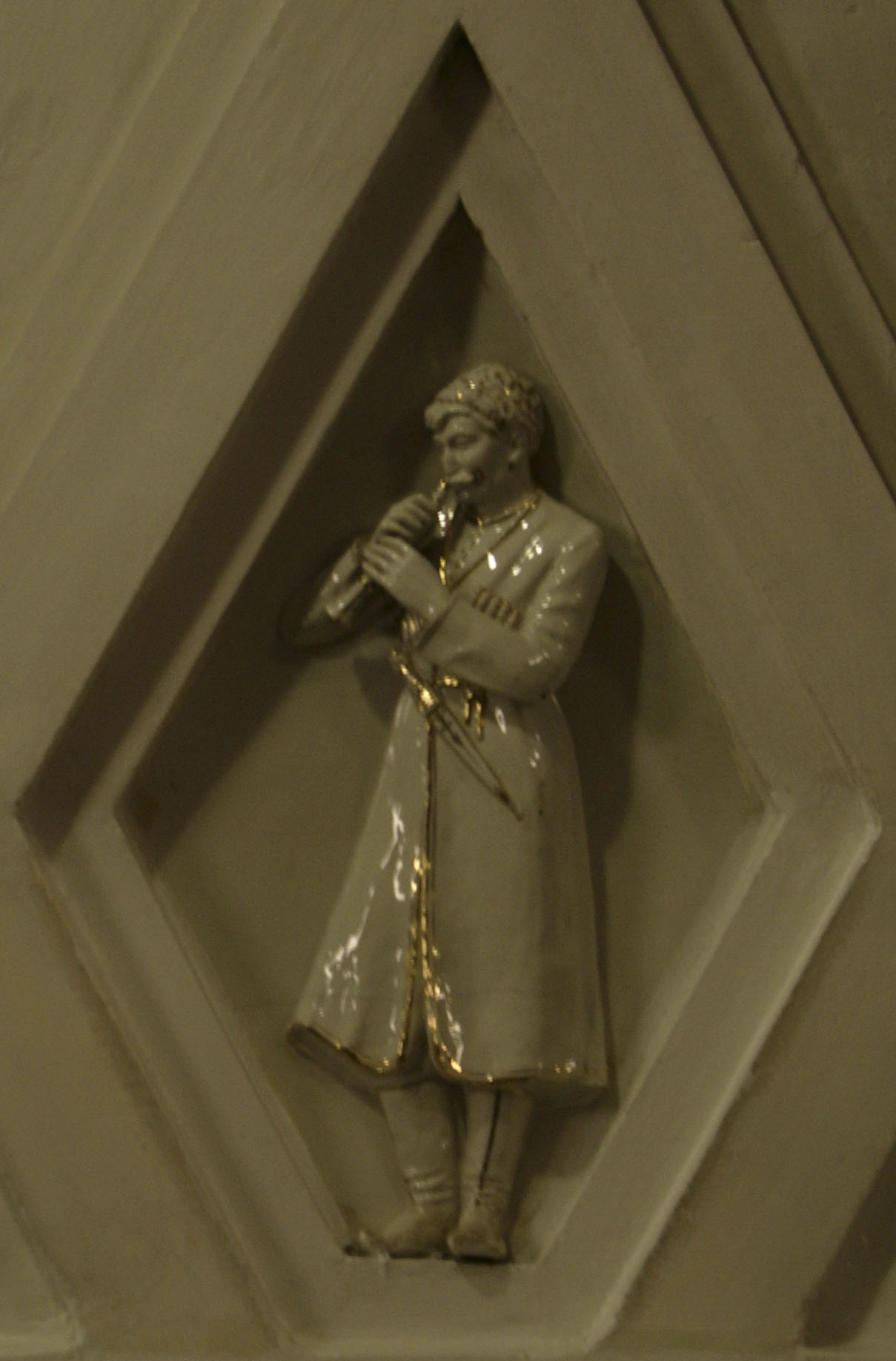
Armeen
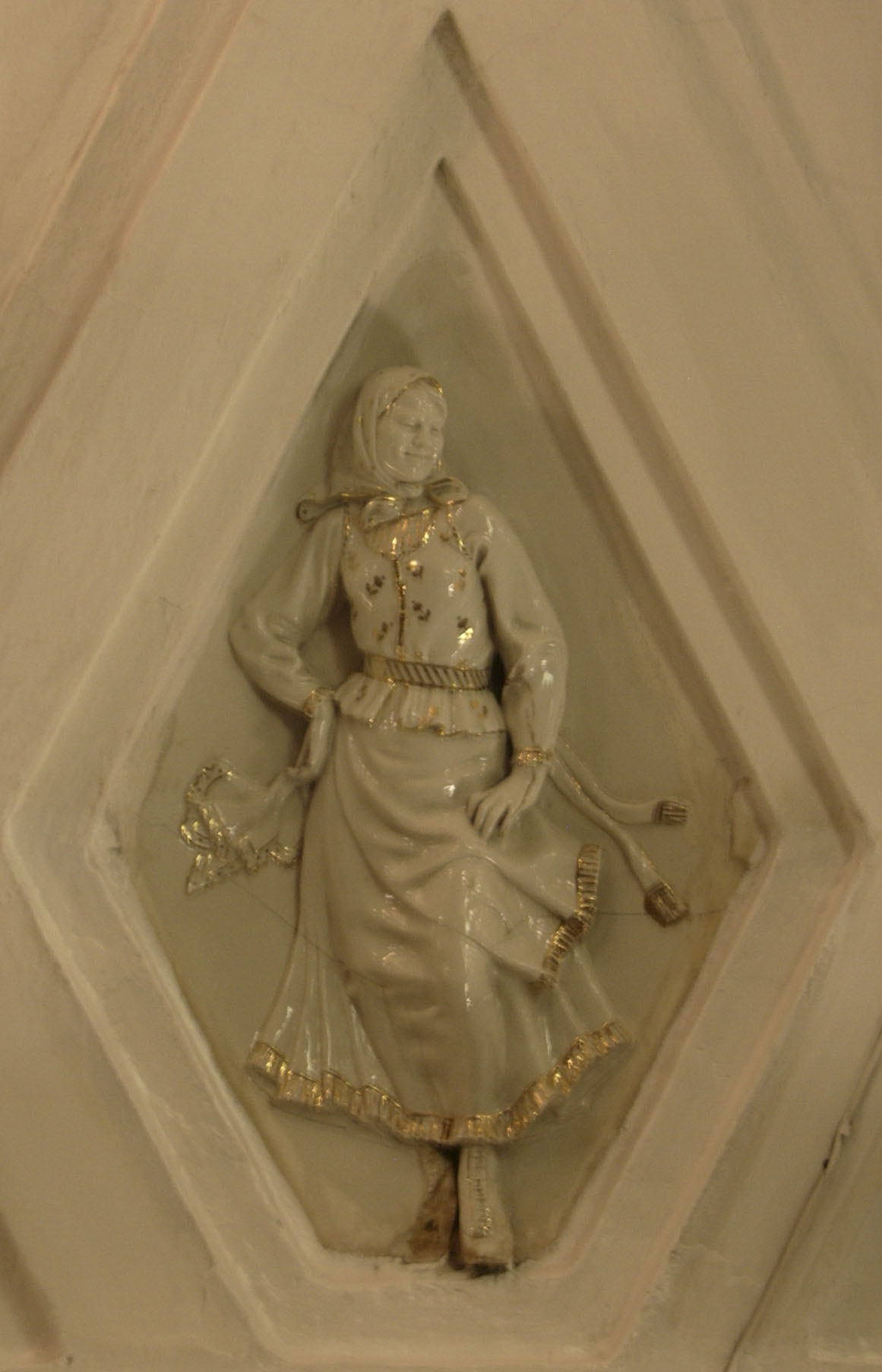
Wit-Russische
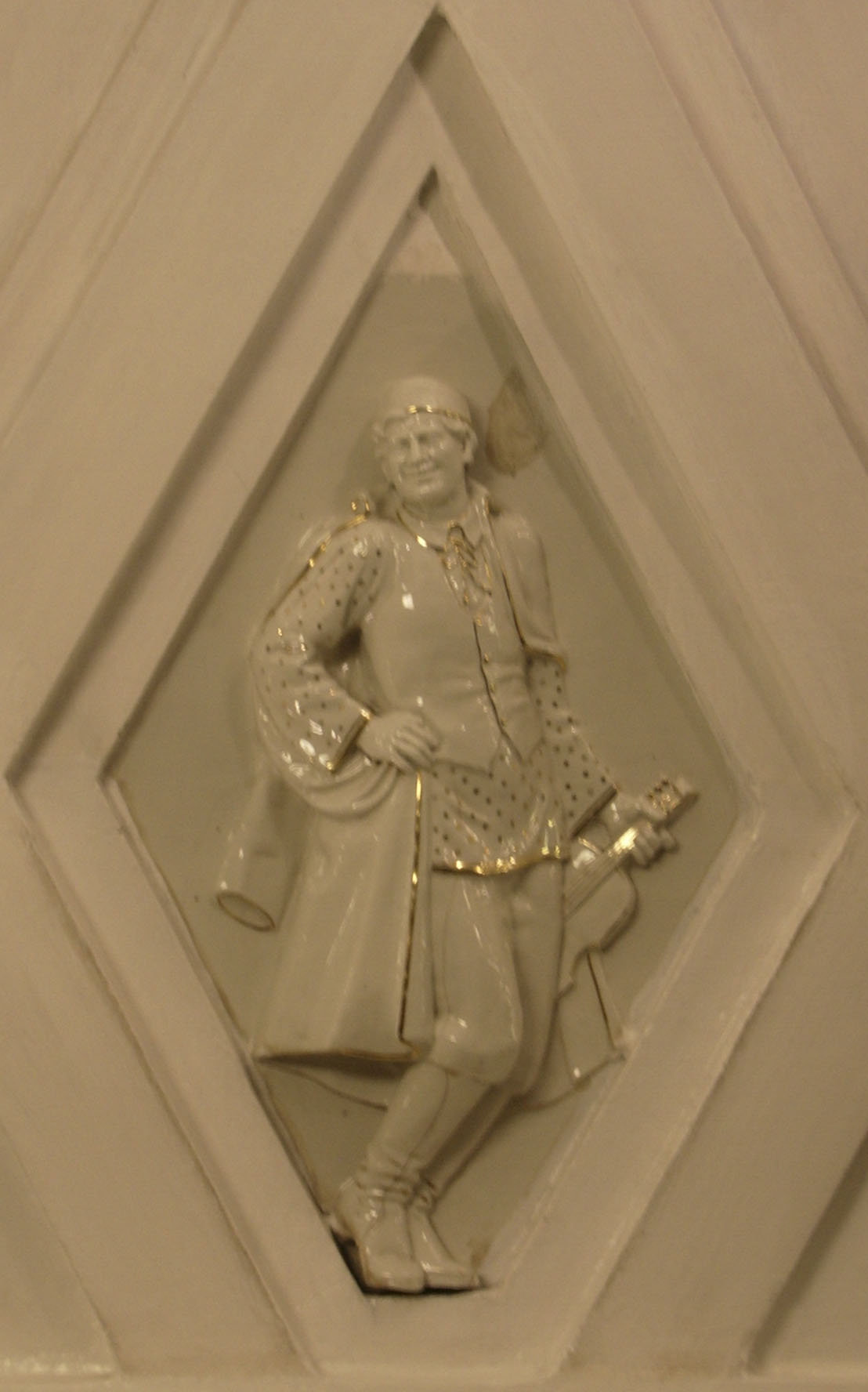
Wit-Rus
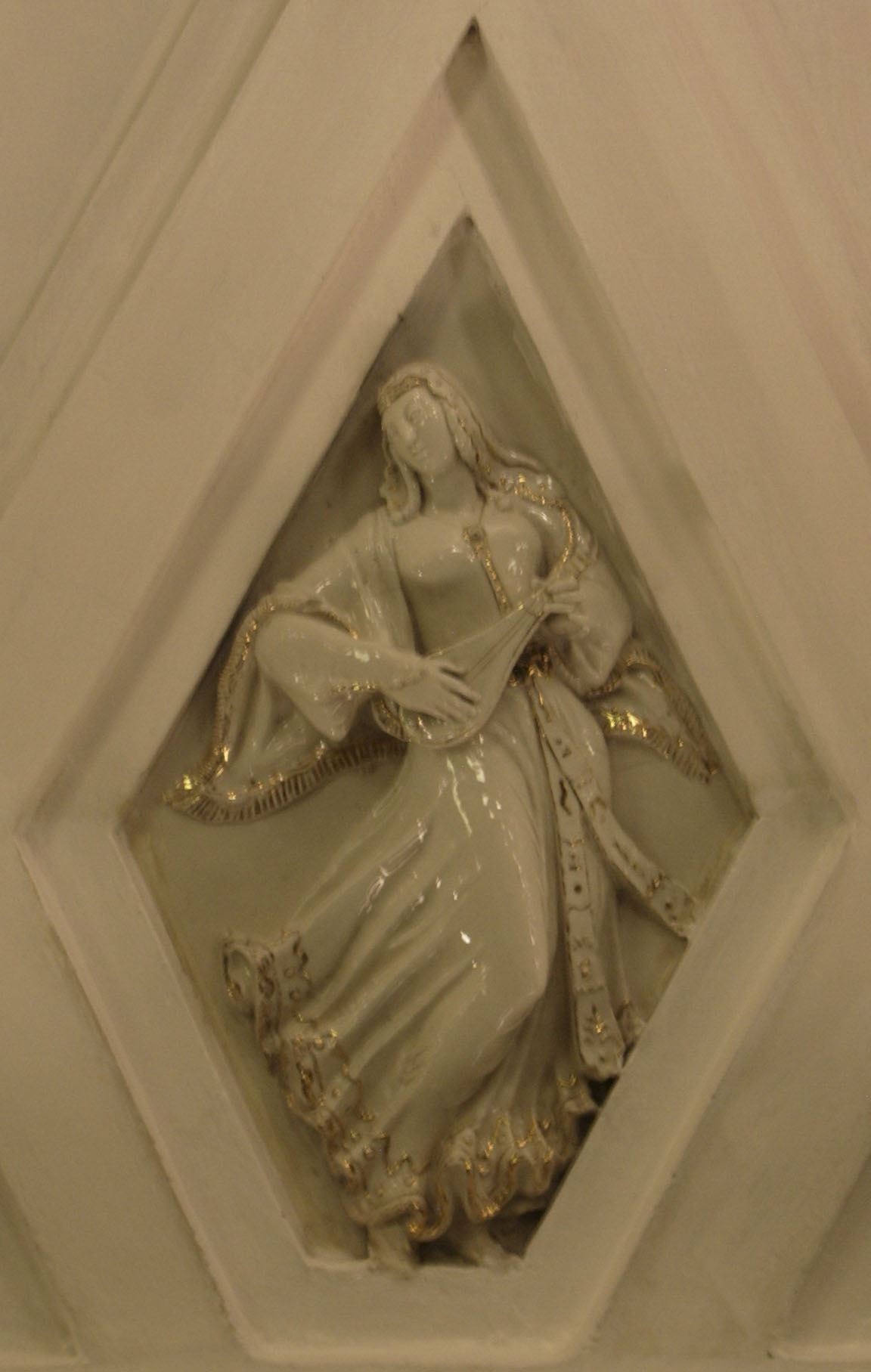
Georgische
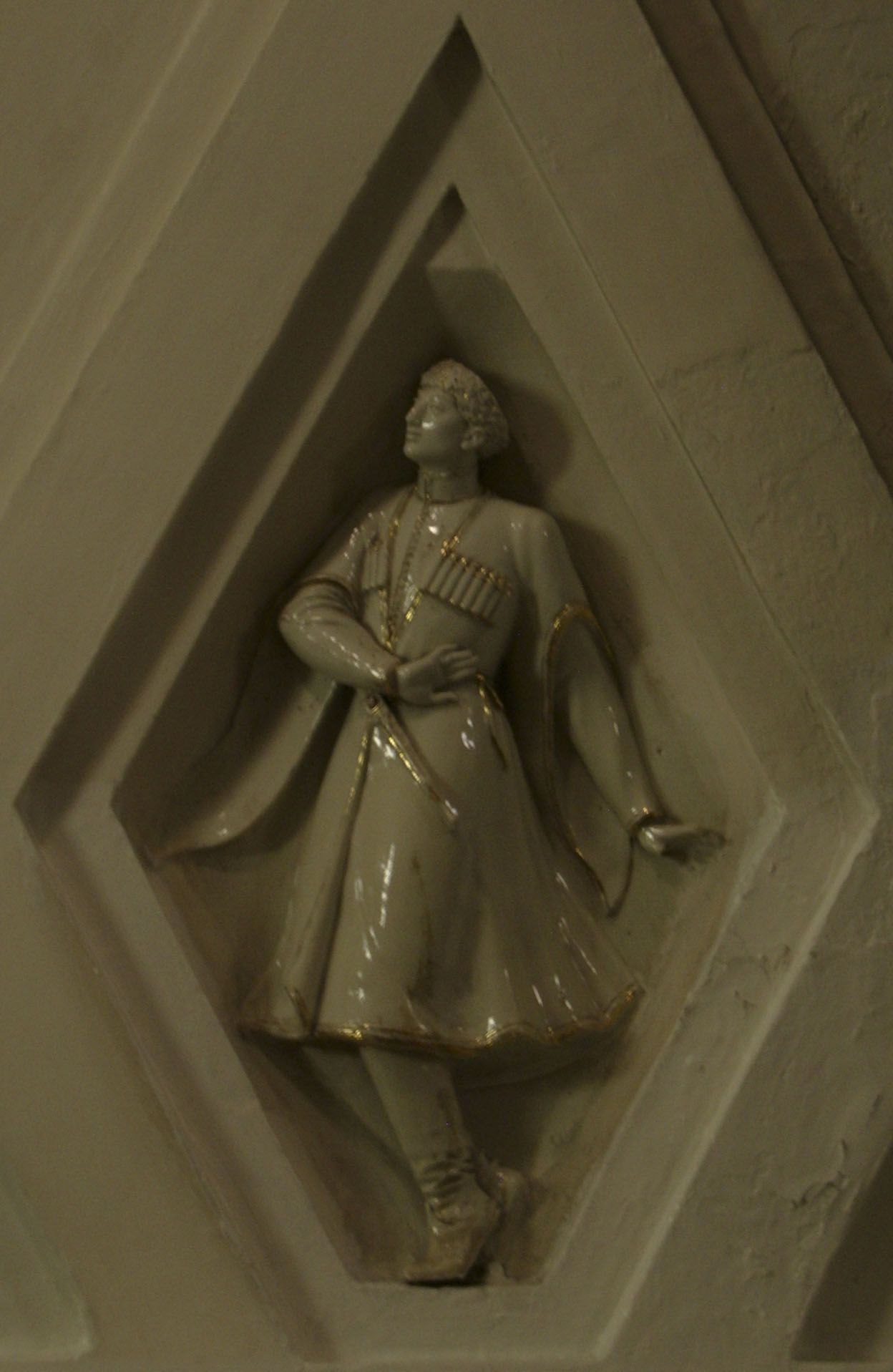
Georgiër
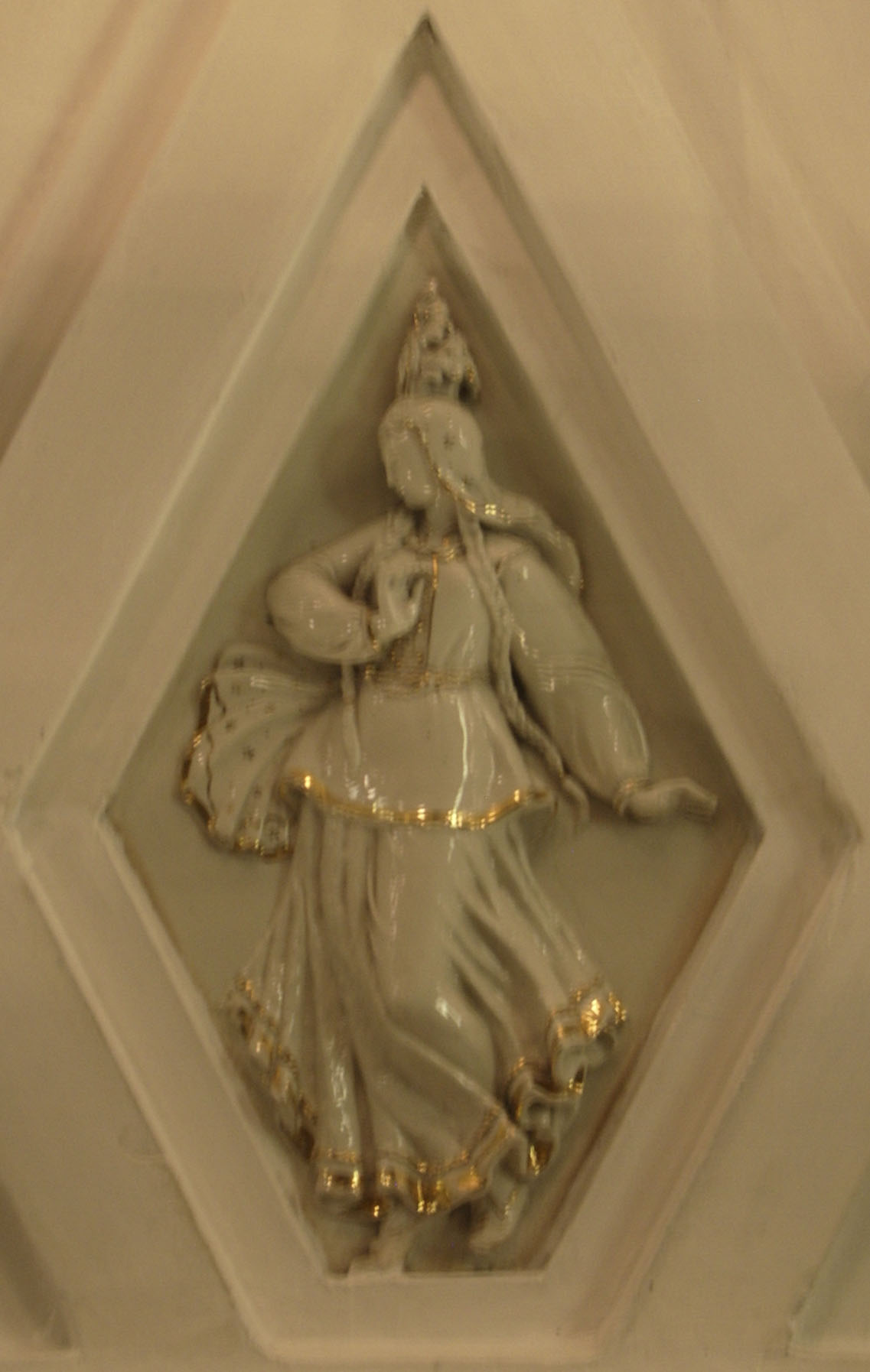
Kazachse
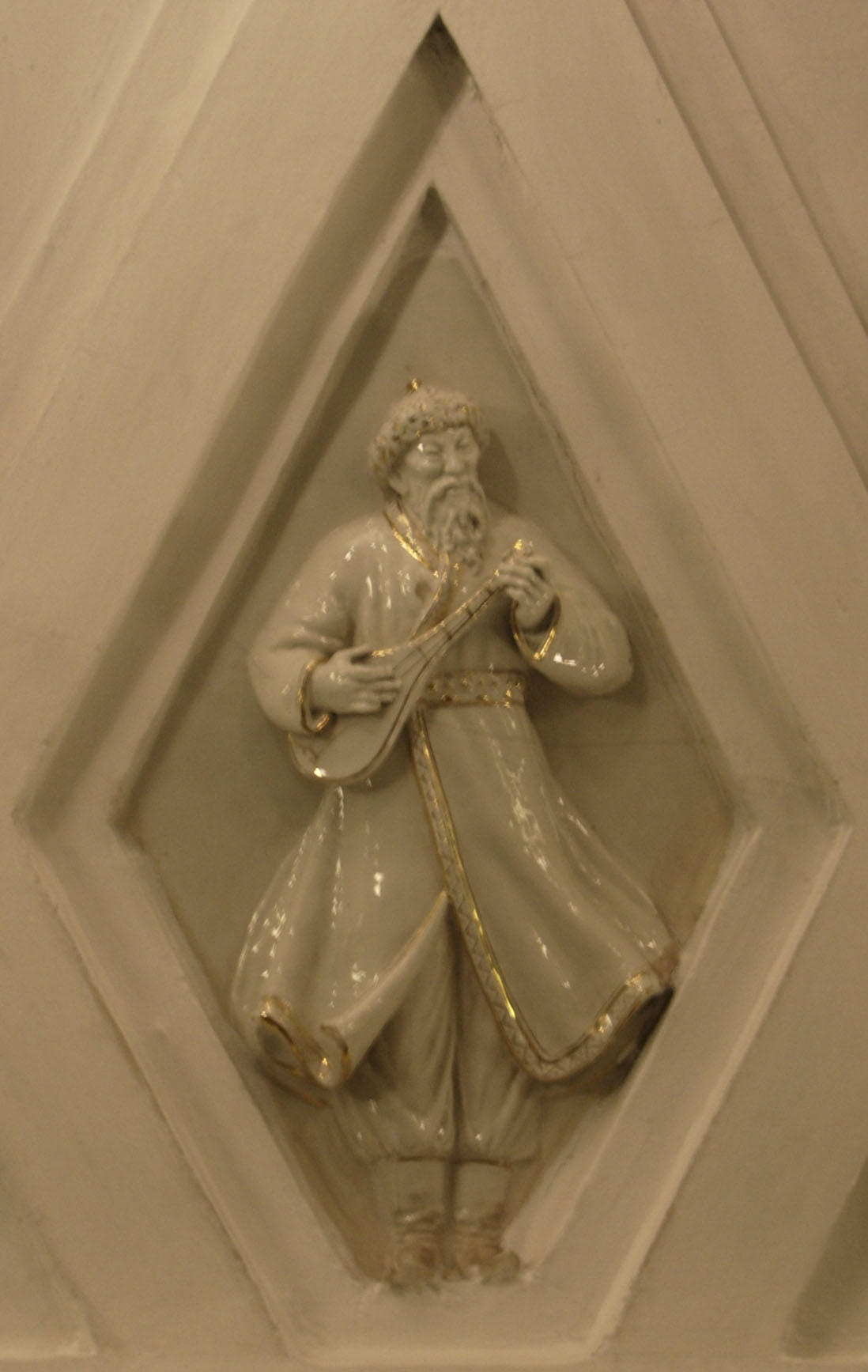
Kazach
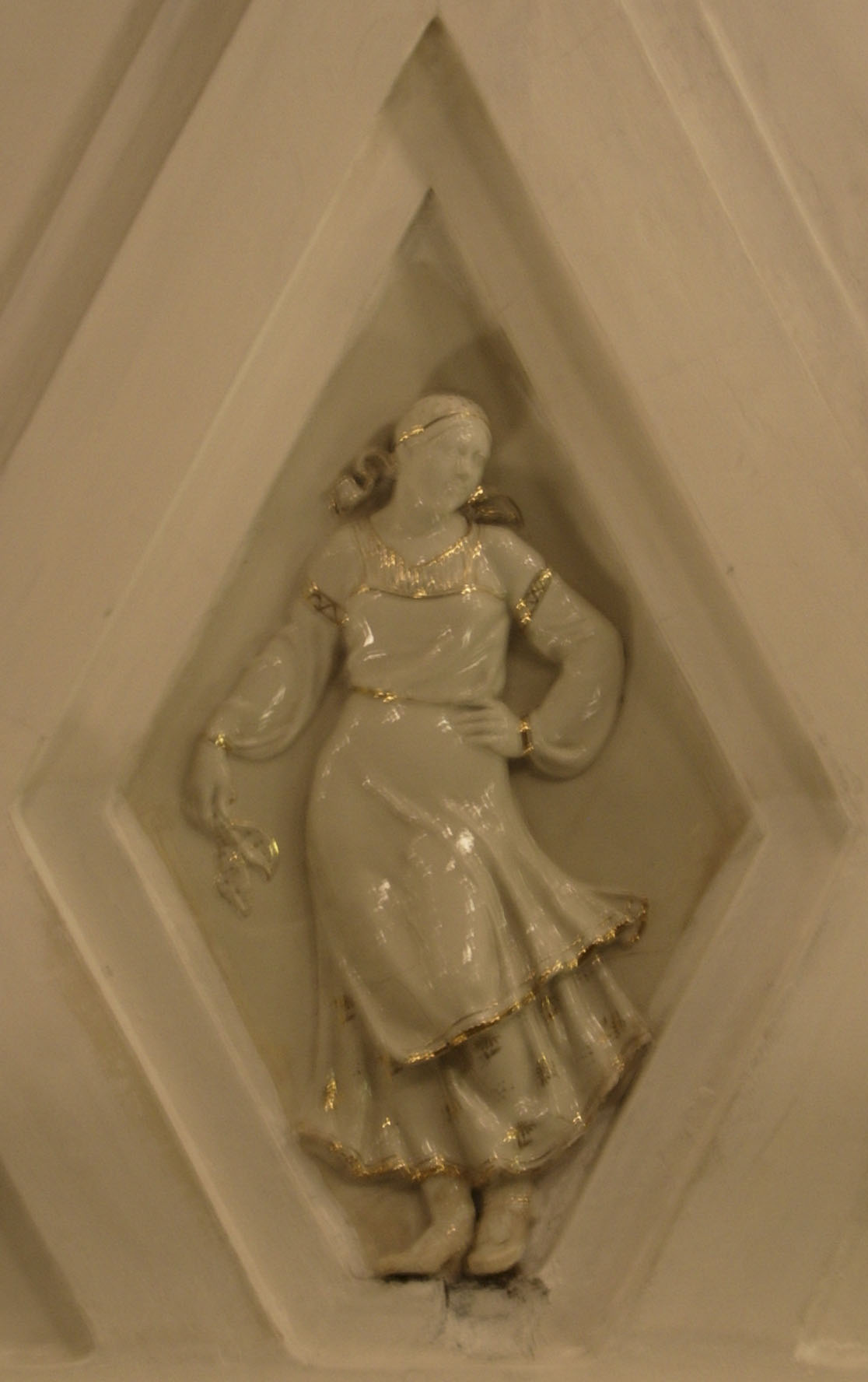
Russische
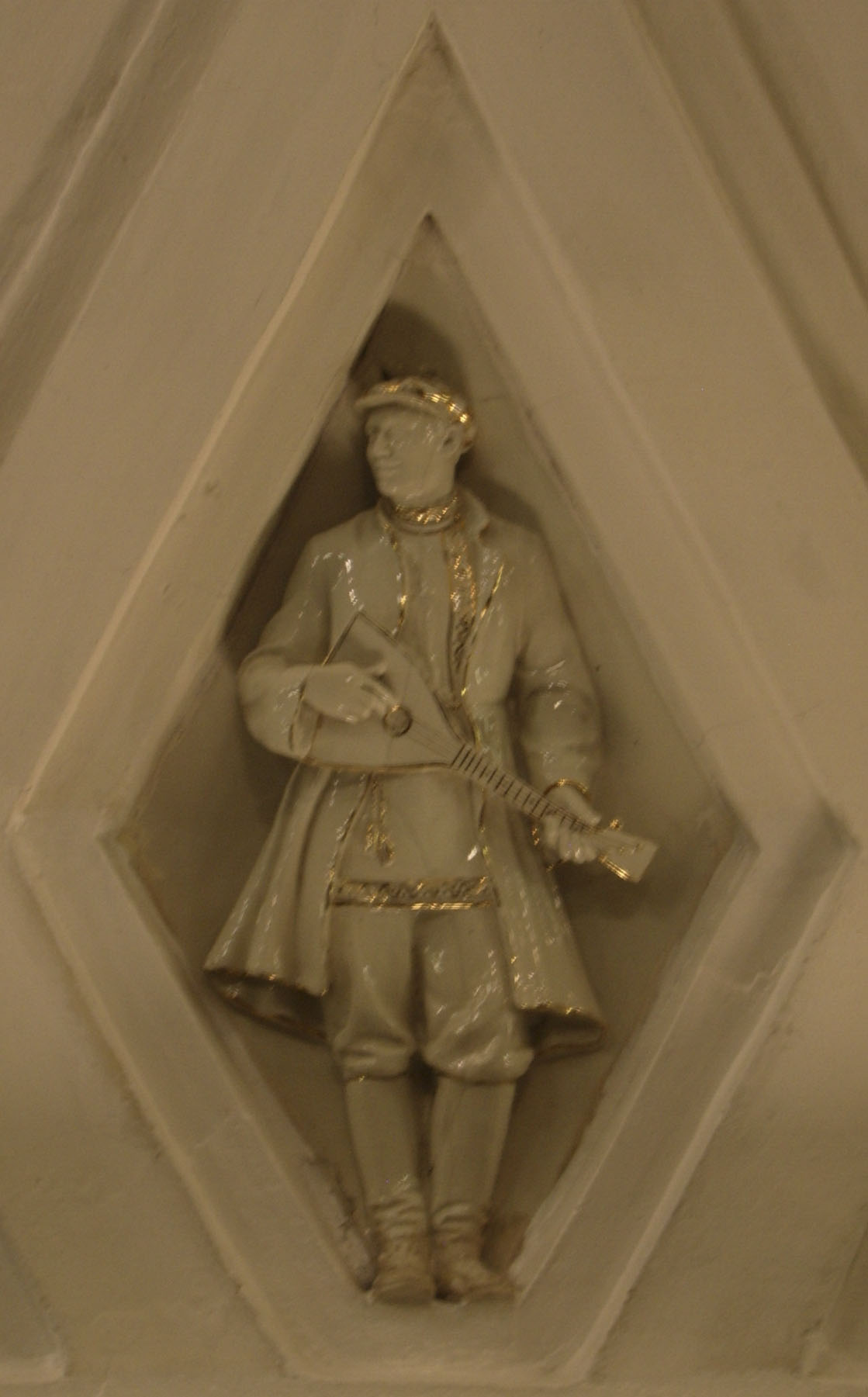
Rus
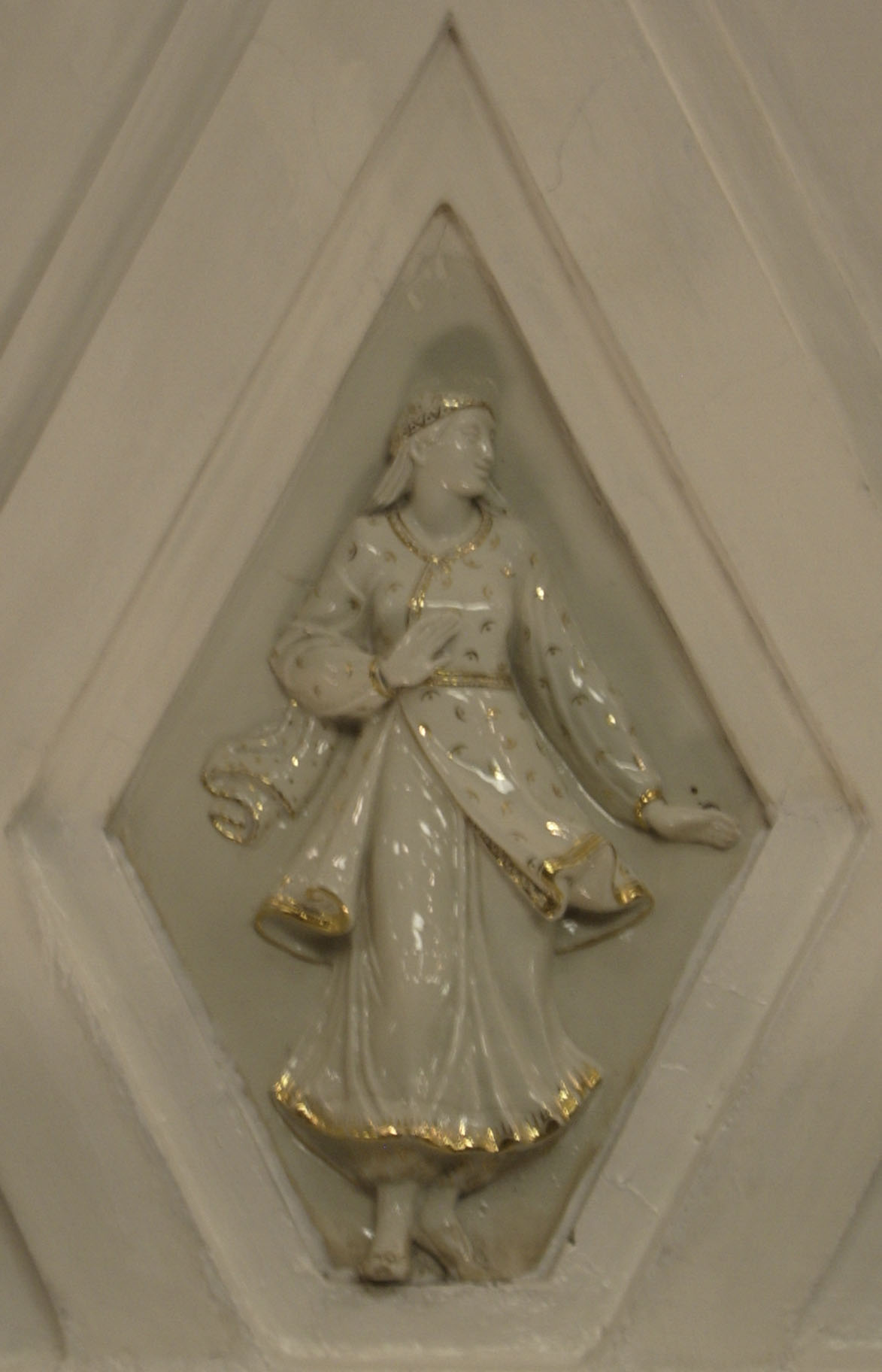
Oezbeekse
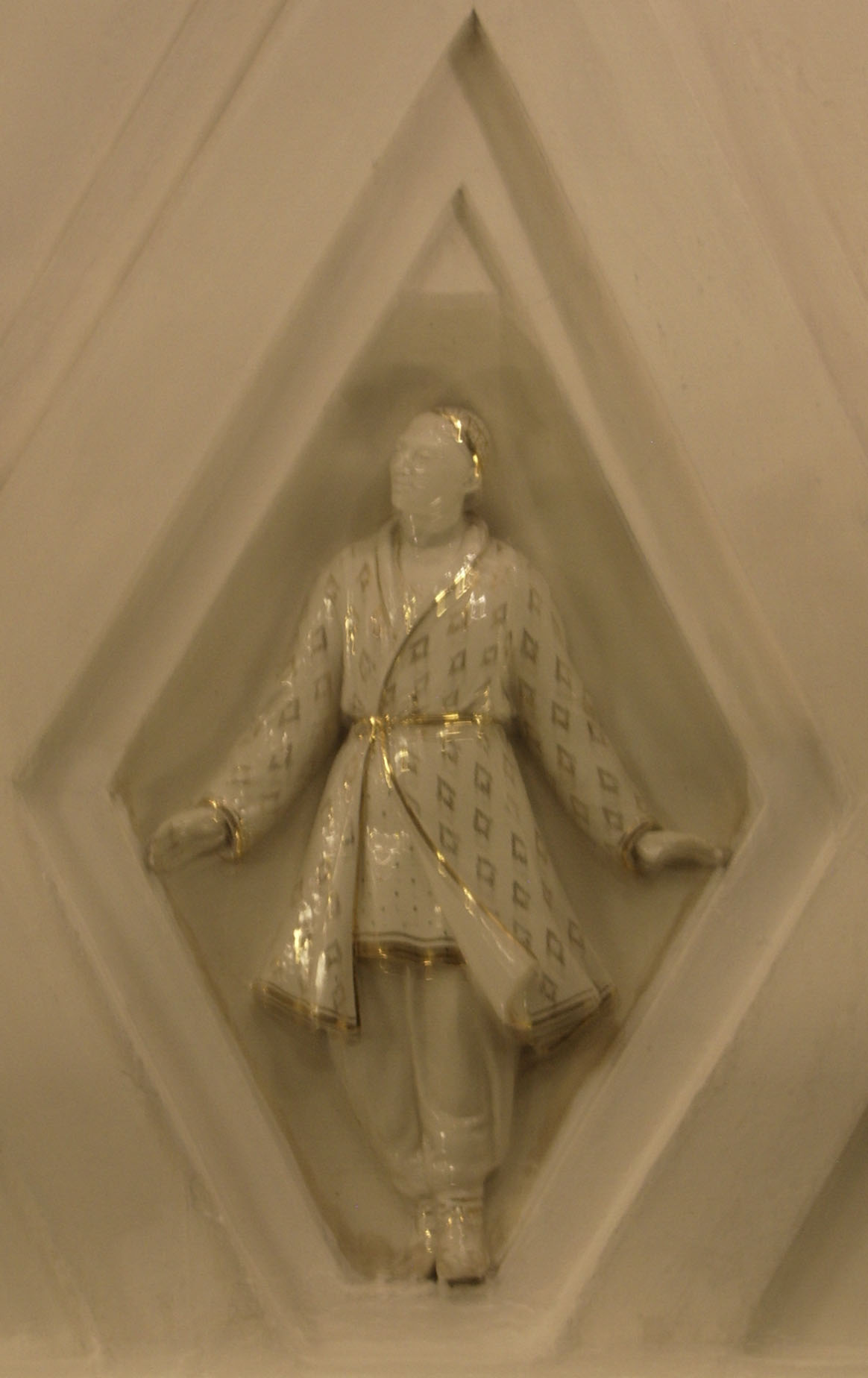
Oezbeek
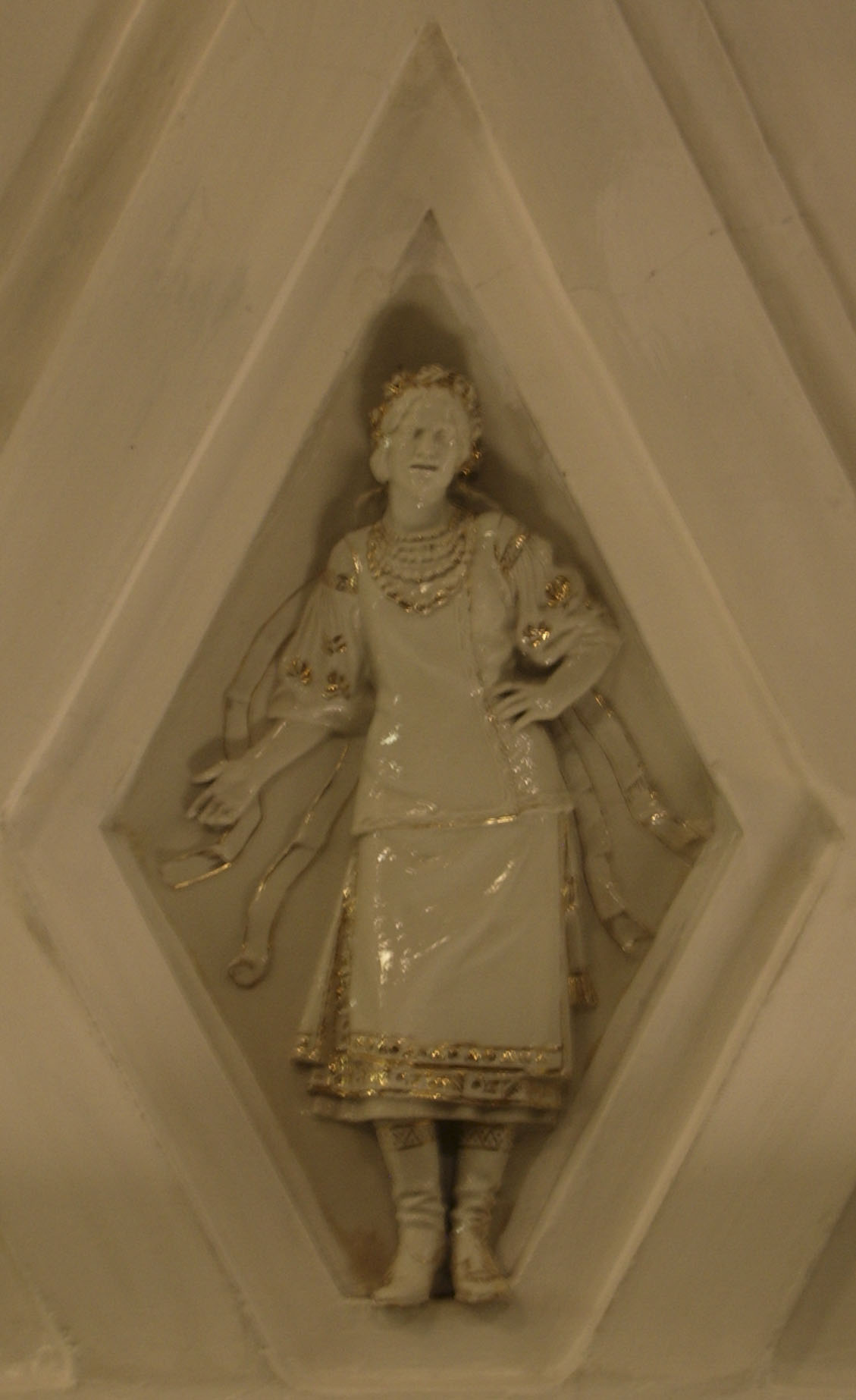
Oekraïense
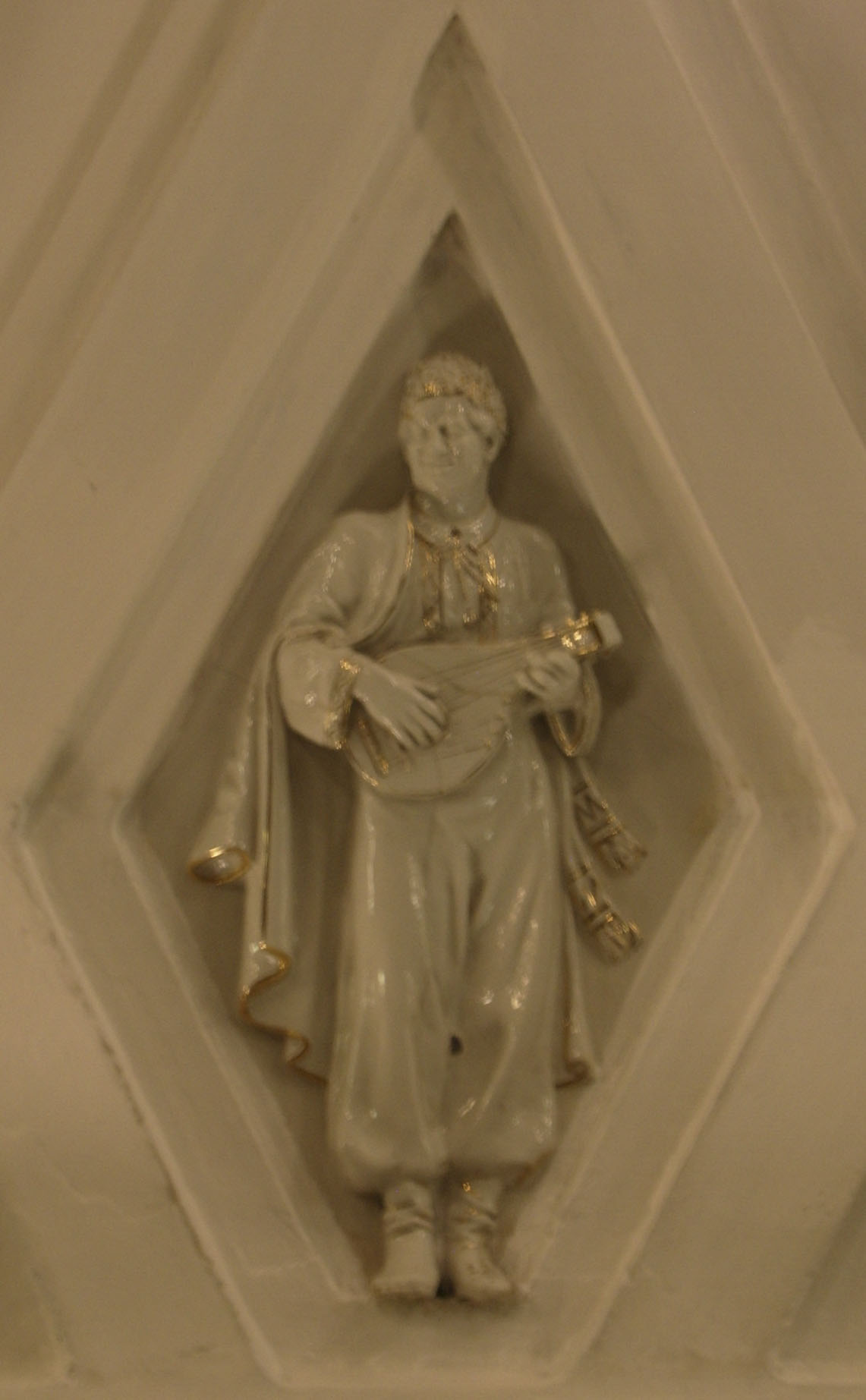
Oekraïner

### Toegangsgebouwen

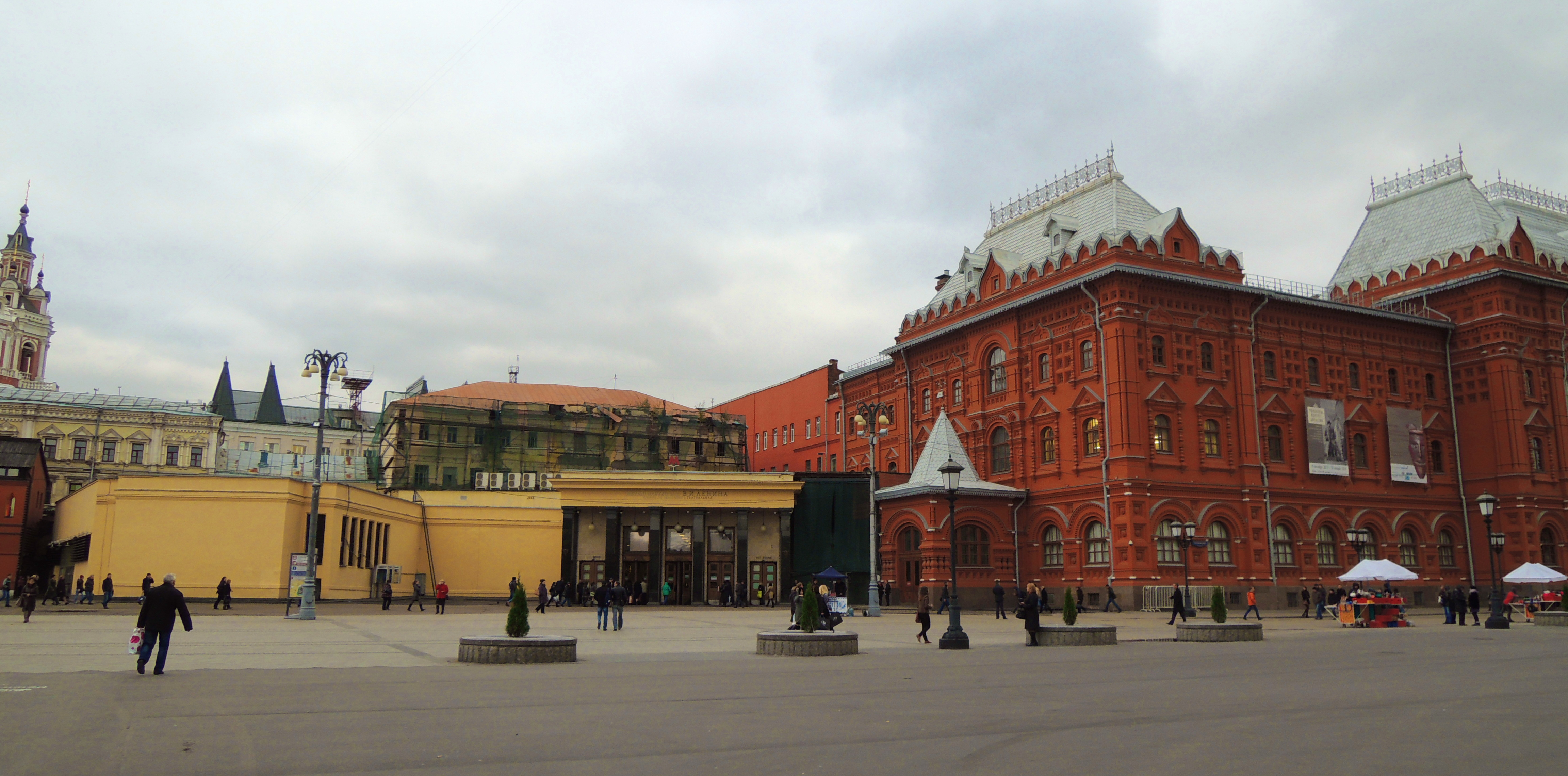
Het zuidelijke toegangsgebouw aan het Revolutieplein

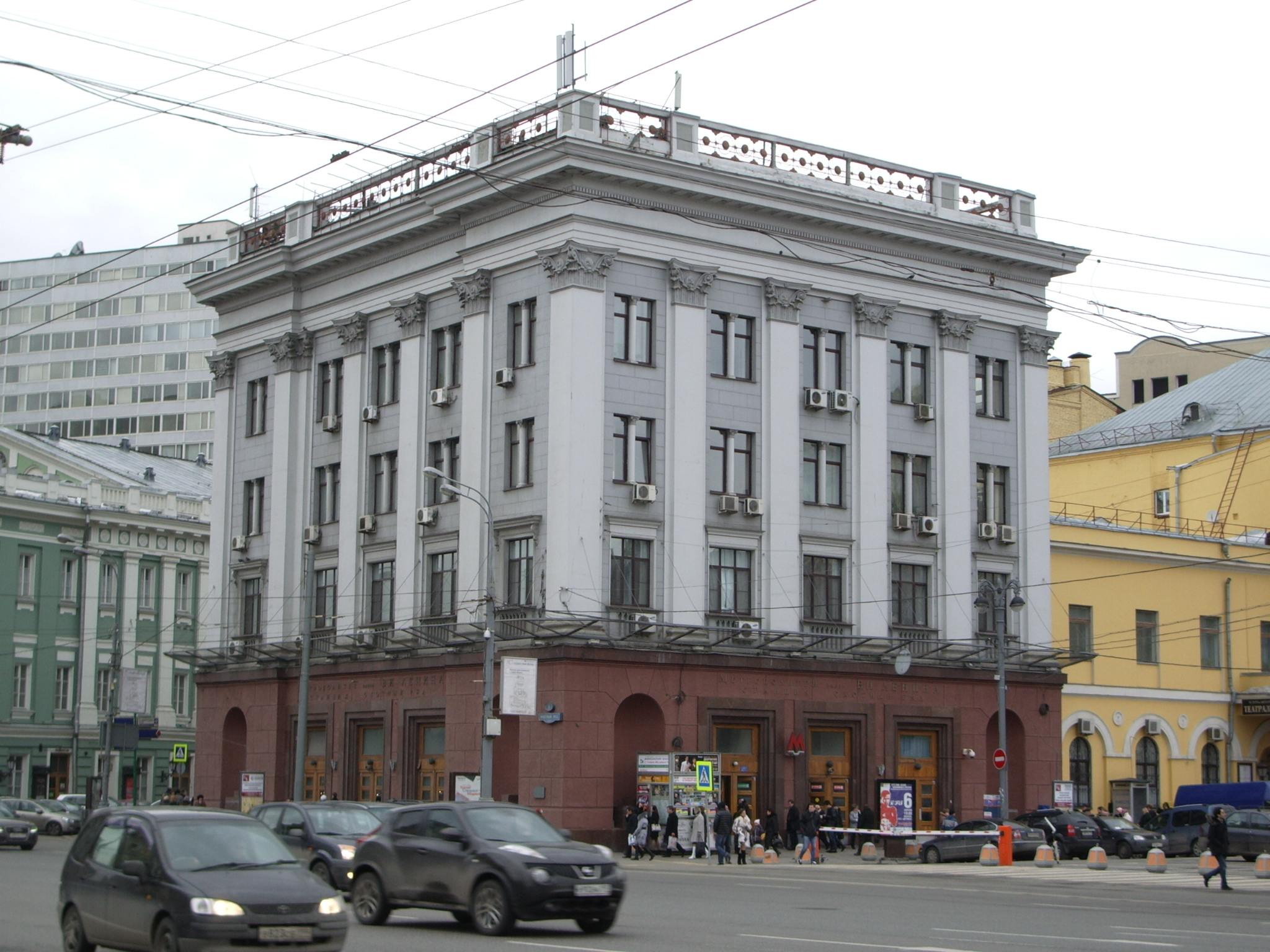
Het noordelijke toegangsgebouw op de hoek van het Theaterplein en Ochotny Rjad

Teatralnaja heeft twee toegangsgebouwen die ze deelt met elk een van de andere stations. Het zuidelijke toegangsgebouw wordt gedeeld met station Plosjtsjad Revoljoetsi(Revolutieplein). Het werd net als het ondergrondse deel van Plosjtsjad Revoljoetsi ontworpen door A. Doesjkin. In de plannen voor het revolutieplein was voorzien dat de grote bioscoop van de filmacademie hier zou worden gebouwd met op de begane grond de toegang tot het metrostation. Het ontwerp moest dan ook rekening houden met deze latere overbouwing en het station zou ook moeten bliiven functioneren tijdens de bouw van de bioscoop. De roltrappen naar de perrons beginnen in een ovale hal die onder de bioscoop zou komen te liggen. Deze hal is via een brede gang verbonden met de ingang aan het plein. Aan de buitenzijde heeft het toegangsgebouw zes karakteristieke zuilen bekleed met Labrador marmer. De buitenmuren zijn bekleed met witte kalksteen uit de buurt van Moskou.
Het interieur van het zuidelijke toegangsgebouw is qua ontwerp vrij eenvoudig. De muren bij de roltrappen zijn bekleed met donker "Sadachlo"-marmer, de muren van de centrale hal met donkergeel "Buchan-Janko". De vloer is bedekt met graniet en aan het plafond verzorgen hanglampen de verlichting en in de hal staat een borstbeeld Lenin. De bioscoop is nooit gebouwd zodat ook de gang en de ovale hal vanaf de straat zichtbaar zijn gebleven.
Rond 1974 vond een verbouwing plaats waarbij de oorspronkelijke de kassa werd verplaatst. Wie goed kijkt kan nog de letters verboden toegang zien boven de voormalige toegang tot de kassiersruimte zien. Er zijn toen ook bij de in- en uitgang tourniquets geplaatst, die in 2009 zijn vervangen door geheel nieuw ontwerp met glazen deuren.
In 2004 werden de roltrappen uit 1938 vervangen door drie nieuwe van het type ET-3M en voorzien van roestvrijstalen balustrades.
Het noordelijke toegangsgebouw wordt gemeenschappelijk gebruikt met station Ochotny Rjad. De stationshal op de begane grond van een oud huis werd gerealiseerd door Dmitri Tsjetsjoelin. Vanuit de hal leidt een roltrap naar het perron van Teatralnaja. De muren zijn bekleed met geel-roze Gazgan marmer, en voorzien van verlichting. Naast de roltrap is op de muur de gedenkplaat voor de bouw en opening van het station te vinden met de oorspronkelijke naam, Sverdlovplein, van het station.

### Overstaptunnels

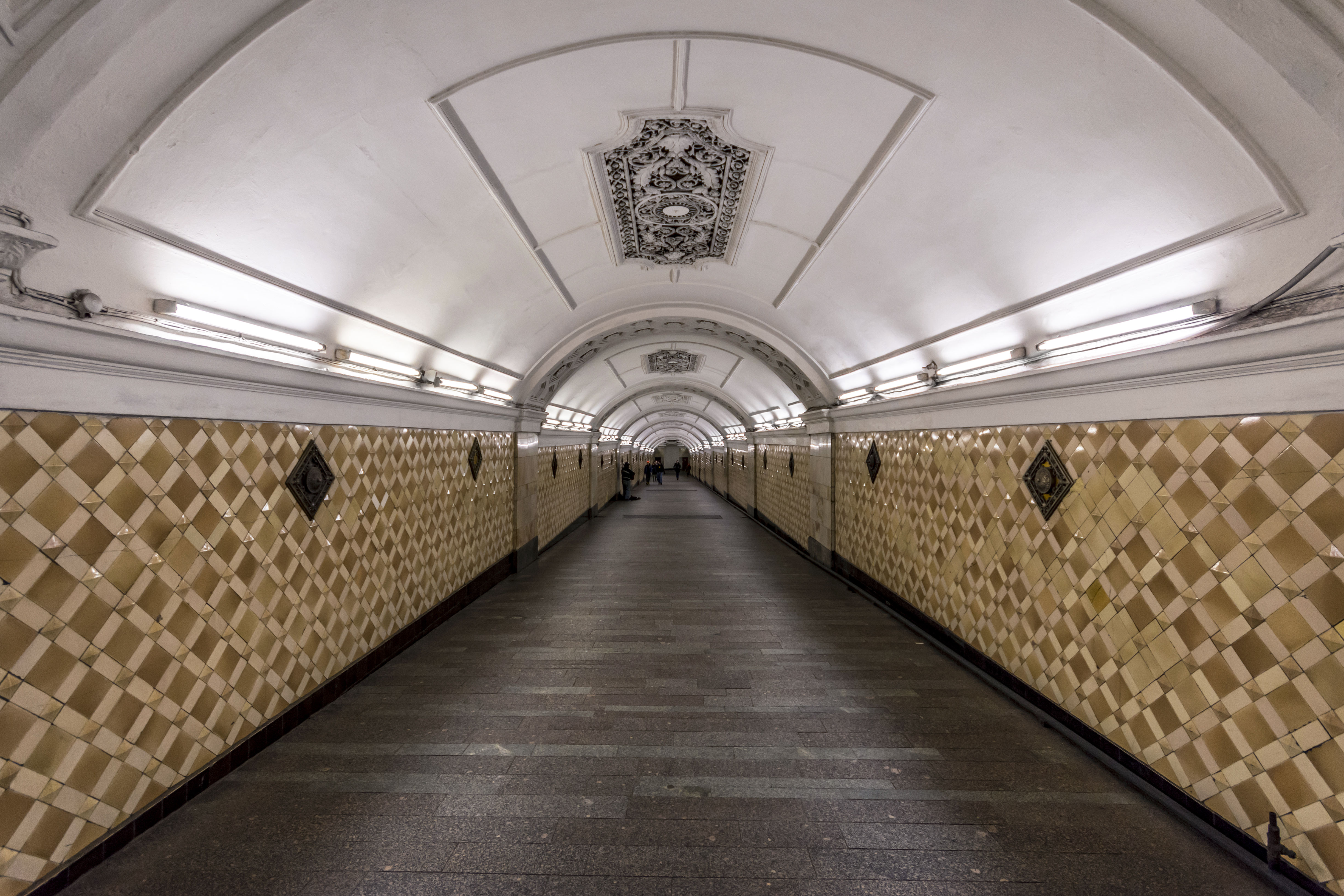
De tunnel uit 1946 tussen Teatralnaja en Plosjtsjad Revoljoetsi

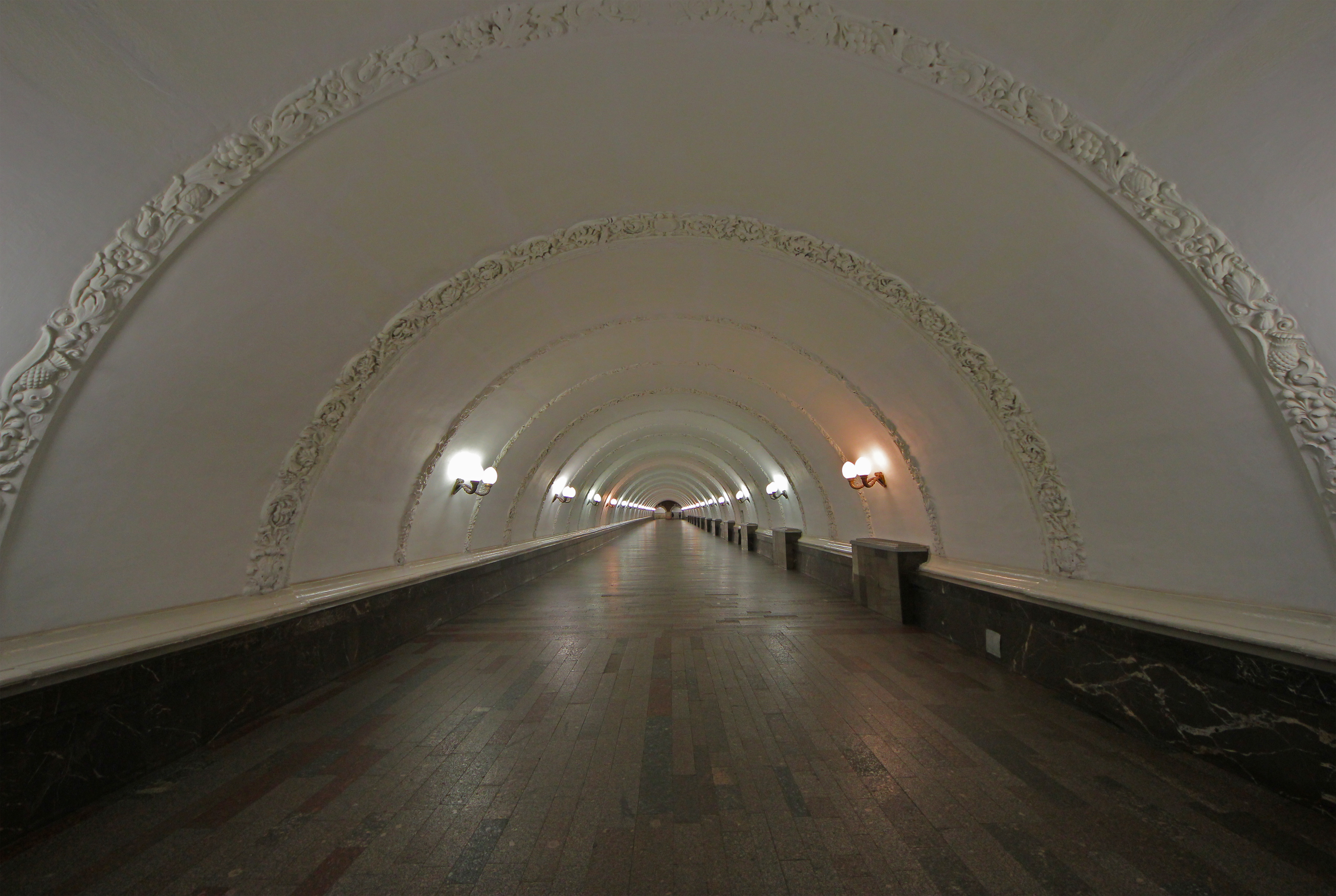
De tunnel uit 1944 tussen Teatralnaja en Ochotny Rjad

De reizigers die vanuit Teatralnaja willen overstappen naar een van de andere stations vinden aan weerszijden van het midden van de middenhal trappen naar de overstap tunnels. Richting Ochotny Rjad zijn er twee trappen naar de brug over het spoor in zuidelijke richting. Vroeger waren er drie trappen maar één er van heeft plaatsgemaakt voor een kantoortje. De wanden bij de trappen zijn bekleed met Prochorovo-balandinskim marmer. Op de muur tegenover de trap bevindt zich een bas-reliëf met een dansend paar. De trappen komen uit in een kleine tussenhal die bekleed is met roze en paars Birobidsjanmarmer. Aan de zijkanten staan vier ronde gegroefde zuilen van olijfgrijs Sadachlomarmer, en bas-reliëfs van de Russische componisten Michail Glinka en Pjotr Iljitsj Tsjaikovski. Vanuit de tussenhal voert een lange tunnel naar Ochotny Rjad. Deze tunnel heeft een wit plafond en is gedecoreerd met bogen in het stucwerk. De verlichting wordt verzorgd door ornamenten met elk drie bollampen aan de tunnelwanden. Deze tunnel is in 1944 gerealiseerd door het architecten echtpaar I.G. Rams en N.A. Bykov, die samen negen metrostations ontwierpen. De tunnel komt uit onder het midden van het perron van Ochotny Rjad waar een tussenhal is met trappen naar de middenhal. Hiervandaan kan dan weer met de roltrappen, waarvan de buis eveneens met stucwerk is gedecoreerd, het noordelijke toegangsgebouw worden bereikt.
Voor de overstappers tussen Teatralnaja en Plosjtsjad Revoljoetsi is vanaf het zuidelijke perroneinde van Teatralnaja onder leiding van de architect N. Andrikanis een tunnel naar het midden van de middenhal van Plosjtsjad Revoljoetsi gebouwd. Deze tunnel werd op 9 mei 1946 geopend en kreeg als thema de overwinning. In de tunnel zijn bas-reliëfs aangebracht met vaandels en wapens. Op de blinde muur aan het begin van de tunnel is een bas-reliëf met de tekst Onze zaak is rechtvaardig - we hebben gewonnen, de naam van Stalin die ook op de muur stond is bij de destalinisatie verwijderd. Het gewelf van de verbindingstunnel is voorzien van sierstucwerk en de muren zijn bekleed met gele en witte tegels en metalen vierkanten. Aanvankelijk waren in de tunnel hanglampen opgehangen voor de verlichting, deze zijn inmiddels vervangen door tl-buizen boven op de tegelwanden. Aan het eind van de tunnel is een bas-reliëf met de openingsdatum geplaatst.
In 1974 zijn nog twee extra overstaptunnels gebouwd om de overstappers in de verschillende richtingen te scheiden. Sindsdien lopen de reizigers van Ochotny Rjad naar Teatralnaja en Plosjtsjad Revoljoetsi vanaf het midden van het perron via een tunnel naar het noordelijke uiteinde van Teatralnaja. Aan het eind van deze tunnel stond een borstbeeld van Jakov Sverdlov, waar het station aanvankelijk naar genoemd was, van beeldhouwer A.P. Shlikova. Nu staat er nog slechts een sokkel en is de verblijfplaats van het beeld onbekend. De overstappers van Teatralnaja naar Plosjtsjad Revoljoetsi gaan sinds 1974 via een trap en een brug over het spoor in noordelijke richting en vervolgens via een tunnel naar het westelijke perron einde van Plosjtsjad Revoljoetsi. De overstappers in de tegengestelde richting gebruiken sindsdien de overstaptunnels uit de jaren 40, er bestaan geen rechtstreekse overstaptunnels tussen Plosjtsjad Revoljoetsi en Ochotny Rjad zodat die reizigers nog steeds via de middenhal van Teatralnaja moeten.

## Knooppunt

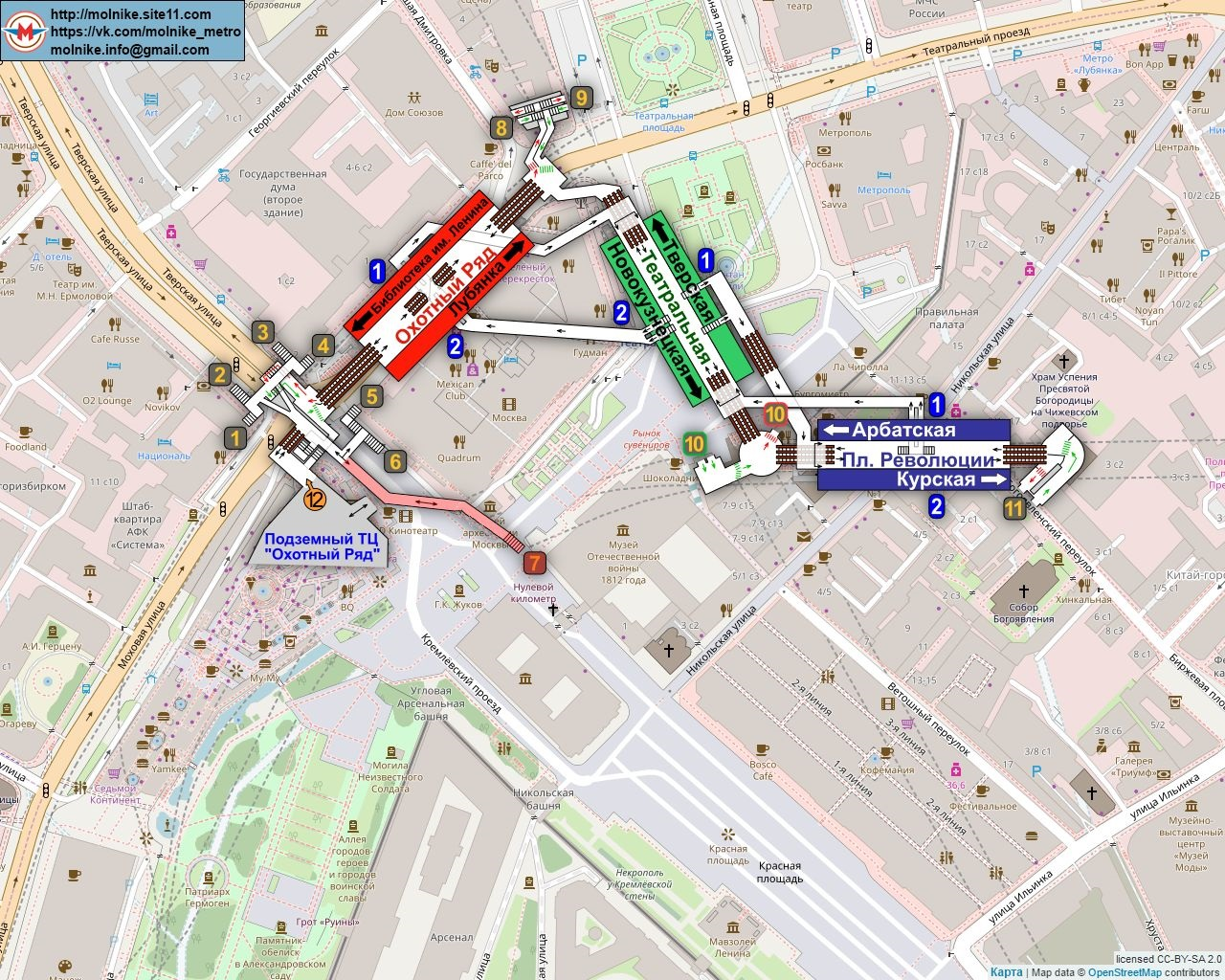
Het metroknooppunt met de drie stations

Het station Teatralnaja vormt het middelpunt van het centrale metroknooppunt in het centrum van Moskou. Zowel het station Ochotny Rjad (rood) van de Sokolnitsjeskaja-lijn als station Plosjtsjad Revoljoetsi (blauw) van de Arbatsko-Pokrovskaja-lijn zijn via overstaptunnels en de gemeenschappelijk toegangsgebouwen met Teatralnaja (groen) verbonden, de andere twee zijn niet rechtstreeks met elkaar verbonden.
De looptijd door de overstaptunnel van Teatralnaja en Ochotny Rjad bedraagt 2,5 tot 3 minuten. Een mogelijkheid die niet op de borden is aangegeven loopt via het noordelijke toegangsgebouw en duurt ongeveer 2,5 minuut. De omgekeerde richting kan ook bovenover of via een andere verbindingstunnel, dit laatste duurt rond de 4 minuten.
De looptijd door de tunnel naar Plosjtsjad Revoljoetsi bedraagt iets meer dan 3 minuten. Ook hier bestaat de mogelijkheid om bovenover te gaan, in dit geval via het zuidelijke toegangsgebouw, dit duurt ongeveer 4,5 minuut. Het voordeel van bovenover is dat een deel per roltrap kan terwijl de overstaptunnel neerkomt op lopen. De tegenovergestelde richting kan eveneens door een overstaptunnel of bovenover worden gedaan. Volgens een statistische studie uit 1999 stappen per dag 241.000 mensen over tussen Teatralnaja en Ochotny Rjad en 209.300 tussen Teatralnaja en Plosjtsjad Revoljoetsi